# WZ Водолея
WZ Водолея (лат. WZ Aquarii) — одиночная переменная звезда в созвездии Водолея на расстоянии (вычисленном из значения параллакса) приблизительно 15234 световых лет (около 4671 парсека) от Солнца. Видимая звёздная величина звезды — от +14,3m до +13,1m.

## Характеристики
WZ Водолея — жёлто-белая пульсирующая переменная звезда типа RR Лиры (RRAB) спектрального класса F. Эффективная температура — около 6949 К.